# Milichiella nitida
Milichiella nitida is een vliegensoort uit de familie van de Milichiidae. De wetenschappelijke naam van de soort is voor het eerst geldig gepubliceerd in 1911 door Hendel.